# Protopolybia fuscata
Protopolybia fuscata är en getingart som först beskrevs av Fox 1898.  Protopolybia fuscata ingår i släktet Protopolybia och familjen getingar. Inga underarter finns listade i Catalogue of Life.